# رایان ادگار
رایان ادگار (انگلیسی: Ryan Edgar؛ زادهٔ ۱۹۸۶) بازیکن فوتبال اهل دومینیکا است.
از باشگاه‌هایی که در آن بازی کرده‌است می‌توان به باشگاه فوتبال کانوی ایسلند، باشگاه فوتبال هیستون، باشگاه فوتبال اولی، باشگاه فوتبال اینفیلد تاون، باشگاه فوتبال پوترز بار تاون، باشگاه فوتبال فارن‌بورو، و باشگاه فوتبال برانتوود تاون اشاره کرد.
وی همچنین در تیم ملی فوتبال دومینیکا بازی کرده‌است.